# إلتون مايو
جورج التون مايو (بالإنجليزية: Elton Mayo) هو مؤسس مدرسة العلاقة الإنسانية في الإدارة التي كانت رد فعل لاهمال النواحي النفسية والاجتماعية عند العمال من قبل فايول وتايلور، ولهذا ركزت هذه المدرسة على الاهتمام بالإنسان كإنسان من خلال اتصاله وتفاعله مع الجماعة، واثبتت بأن العلاقات الاجتماعية والعوامل النفسية لها دور كبير في زيادة الإنتاجية وهذا عبر عدد من التجارب عرفت بتجارب هاوثورن.

## نبذة عن حياته
التون مايو هو عالم نفس وعالم اجتماع أسترالي، وُلد بمدينة أديلايد بأستراليا يوم 26 ديسمبر سنة 1880 و توفي يوم 7 سبتمبر سنة 1949 في جيلفورد ببريطانيا. عمل كأستاذ مُحاضر بجامعة كوينزلاد من 1911 إلى 1923 ثم في جامعة بنسلفانيا ، لكنه قضى معظم حياته المهنية في مدرسة هارفاد للأعمال (1923-1947) حيث عمل كأستاذ في البحث الصناعي. تزوج يوم 18 أبريل 1913 من دوروثا ماكونيل في بريزبين، و أنجب منها فتاتين، باتريسيا وجايل.

## أعماله
يُعتبر إلتون مايو مؤسسا لمدرسة العلاقات الإنسانية وهو مشهور بأبحاثه المتعددة، وبتجارب مصنع هاوثورن بشيكاغو على وجه الخصوص التي أجراها في ثلاثينات القرن العشرين، والتي أظهرت أهمية تأثير المجموعات على السلوك الفردي للعمال. لقد حاول في البداية بحث سبل رفع الإنتاجية عبر سلسلة من التجارب، كتغيير ظروف الإضاءة في ورشات العمل مما سمح له باكتشاف أن إنتاجية العمال لا تتعلق بالعوامل المالية والمادية، بل تتعلق بعوامل اجتماعية، وكالصداقة داخل محيط العمل، وبمدى شعور العمال بالأهمية.
لقد أسفرت هذه الدراسات على نتائج يمكن تلخيصها فيما يلي :
- العمل الصناعي هو عمل جماعي، فالعامل ليس كائناً فردياً يسعى إلى إشباع غاياته الأنانية، إنما يستمد كثيراً من مقوماته الذاتية من الجماعات غير الرسمية في المنشأة، وذلك في معظم مجالات العمل الصناعي، وتؤدي هذه الجماعات دوراً مؤثراً في حياة العامل، وخاصة فيما يتعلق بالإحساس بالأمن وأنماط السلوك الصادرة عنه، والقدرة على الأداء والإنتاج وغير ذلك.
- يساعد الاهتمام بالعامل واحترامه وتقديره كثيراً على تعزيز حوافز الإنتاج في العمل، فقد أدى الاهتمام الخاص الذي وجدته الجماعات المبحوثة طوال سنوات الدراسة إلى زيادة الإنتاجية، فالتقدير والاحترام يشبع حاجات العامل إلى الأمان والاستقرار كما يؤدي إلى ارتفاع الأجور.
- إن الشكوى والتذمر والقلق الذي يظهر في حياة العمال يعكس في حقيقة الأمر مواقف شخصية أو اجتماعية مختلفة، وهي ليست حقائق في حد ذاتها، إنما أعراض ودلائل على مسائل أخرى.

## كتبه
- The Human Problems of an Industrialised Civilisation. New York, Macmillan, 1933.
- The Social Problems of an Industrial Civilization. Cambridge, Mass., Harvard U.P., 1945.
- Some Notes on the Psychology of Pierre Janet. Cambridge, Harvard University Press, 1948 (132 P.)

## وصلات خارجية
- إلتون مايو على موقع الموسوعة البريطانية (الإنجليزية)
- إلتون مايو على موقع إن إن دي بي (الإنجليزية)